# Монтевидео, Бог те видео! (ТВ серија)
Монтевидео, Бог те видео! је српска телевизијска серија из 2012. То је редитељски првенац српског глумца Драгана Бјелогрлића по сценарију Срђана Драгојевића и Ранка Божића. Сценарио је написан по истоименој књизи спортског новинара Владимира Станковића која говори о великом успеху репрезентације Краљевине Југославије (коју су тада чинили играчи из Србије) на Светском првенству у фудбалу у Уругвају 1930.
Серија се приказивала у три сезоне. Друга сезона серије носи назив На путу за Монтевидео и прати наставак приче између два филма. Трећа сезона носи назив Монтевидео, видимо се! и бави се Светским првенством у Уругвају од којих је направљен и филмски наставак.
Прва епизода прве сезоне премијерно је приказана 13. фебруара 2012. на РТСу.

## Радња
Главна нит серије је смештена пред историјски успех репрезентације Југославије у Монтевидеу 1930. године на првом светском првенству у фудбалу и играње у полуфиналу, као и личности младих фудбалера, који су својим ентузијазмом и талентом допринели одласку на ово велико светско такмичење.
Време одвијања догађаја је у распону од краја 1929. године до почетка септембра 1930. године. када се фудбалери, велики национални хероји, кроз причу о тадашњим културним и друштвеним догађајима, најпре у Београду, боре са драмском свакодневицом сиромашних, али најпре неискварених фудбалера са једне стране, односно Београдске и Југословенске буржоазије са друге.
Радња прати њихове животе, личне проблеме, колизију коју прави жеља за спортским доказивањем наспрам устаљеног градског живота, обичаја и потребе за послом и преживљавањем које постављају Београд и Југославија у време између два светска рата. Осим кроз главне протагонисте, градски културно социјални живот Београда је представљен и кроз пуно споредних ликова који припадају различитим класама друштва, кроз њихова размишљања, постављање према животу и ситним радостима.
Сценографија такође прати целокупан шарениш друштвених прилика, од просечних београдских бирцуза и улица, преко гламурозних места за излазак и дружење високе класе, до самих аристократских елемената, Двора, најмодернијих аутомобила из тог времена, одеће и других визуелних елемената који су красили како сам врх, тако и социјално дно Југословенског друштва.

## Ликови
- Александар Тирнанић - Тирке (Милош Биковић) Младић са Чубуре, приморан да бира између рада у фабрици и фудбала. Одабраће фудбал. Једино сећање на погинулог оца у Великом рату је орден - Карађорђева звезда. Природан таленат са Чубурске калдрме, придружује се фудбалском клубу БСК-а, где упознаје Мошу Марјановића, њих двојица постају нераздвојни пријатељи и легендарни тандем. Иако мангуп, Тирке је амбициозан, праведан, сањар али пре свега, чиста душа.
- Благоје-Моша Марјановић (Петар Стругар) фудбалер БСК-а, једини професионалац у то време, плаћен за сваки постигнут гол. Моша је обучен у по најновијим модним трендовима, вози први Форд Т у Београду, креће се по најелитнијим ноћним клубовима Београда. У познатом Џокеј клубу, упознаје либералну, слободоумну Валерију.
- Валерија (Нина Јанковић) ексцентрична београдска уметница и сликарка која је члан београдске елите и креће у највишим круговима друштва. Она је чест посетилац клуба Џокеј. Постаје Мошина нова девојка, али, сплетом околности, запада јој за око и Тирке. Она убрзо открива да је Тирке чиста душа, и ради сопствене забаве и из доколице, одлучи да га доведе у искушење.
- Роса (Данина Јефтић) љубазна и простодушна. Она је Рајкова и Ђурђина рођака из унутрашњости, долази у Београд како би помогла течи и тетки у кафани. Међутим, Рајко има и друге планове за њу - да је добро уда. Њен долазак привлачи пажњу младог Тиркета.

## Улоге
| Глумац                 | Улога                              |
| ---------------------- | ---------------------------------- |
| Милош Биковић          | Александар Тирнанић „Тирке“        |
| Петар Стругар          | Благоје Марјановић „Моша“          |
| Предраг Васић          | мали Станоје                       |
| Милутин Караџић        | Рајко Малетковић                   |
| Бранимир Брстина       | Богдан                             |
| Нина Јанковић          | Валерија                           |
| Данина Јефтић          | Роса                               |
| Небојша Илић           | Бошко Симоновић „Дунстер“          |
| Војин Ћетковић         | Михаило Андрејевић „Андрејка“      |
| Виктор Савић           | Милутин Ивковић „Милутинац“        |
| Никола Ђуричко         | Живковић                           |
| Гордана Ђурђевић-Димић | Рајна, Тиркетова мајка             |
| Сергеј Трифуновић      | Анђелко Коматина                   |
| Срђан Тодоровић        | Бора Јовановић, новинар „Политике“ |
| Слободан Нинковић      | Ђорђе Кустудић, новинар „ Правде“  |
| Анита Манчић           | Ђурђа Малетковић, Рајкова жена     |
| Андрија Кузмановић     | Милован Јакшић „Јакша“             |
| Иван Зекић             | Ивица Бек                          |
| Александар Радојичић   | Микица Арсенијевић „Балерина“      |
| Ненад Хераковић        | Драгослав Михајловић „Вампир“      |
| Урош Јовчић            | Ђорђе Вујадиновић „Носоња“         |
| Милан Никитовић        | Бранислав Секулић                  |
| Раде Ћосић             | Теофило Спасојевић                 |
| Бојан Кривокапић       | Момчило Ђокић „Гусар“              |
| Александар Филимоновић | Љубиша Стефановић „Лео“            |
| Марко Николић          | Атанас Божић                       |
| Драган Петровић        | Фридрих Попс                       |
| Тамара Драгичевић      | Ели Попс                           |
| Дарко Томовић          | Данило Стојановић                  |
| Борис Комненић         | Јанко Шафарик                      |
| Срђан Тимаров          | Коста Хаџи                         |
| Марко Живић            | Исак                               |
| Бранислав Лечић        | Краљ Александар I Карађорђевић     |
| Александар Срећковић   | Раде Пашић                         |
| Данијел Сич            | друг Радета Пашића                 |
| Бојан Димитријевић     | Станислав                          |
| Бојан Жировић          | пијанац                            |
| Хрвоје Кечкеш          | Јосип Риболи                       |
| Никола Ристановски     | Бугарски функционер                |
| Енис Бешлагић          | кројач Мане                        |
| Ања Алач               | хазенашица Бранкица                |
| Богољуб Динић          | Отац младе                         |
| Раде Марковић          | Уредник                            |
| Душан Јанићијевић      | свештеник                          |
| Душан Почек            | залагаоничар                       |

## Гледаност и емитовање
Серија је емитована у Црној Гори, Македонији, Словенији и Босни и Херцеговини, док је у Хрватској била најгледанија од свих формата у том тренутку на свим националним телевизијама. Према подацима гледаности телевизије РТЛ-а све епизоде серије су на првом месту, са просечним уделом гледаности од око 30,9% док је до тада најгледанија босанска телевизијска серија Луд, збуњен, нормалан остала иза са само 5,9%.

## Занимљивости
- Бугари се нису пријавили за Светско првенство у фудбалу у Уругвају тако да репрезентација Југославије није путовала у Монтевидео уместо њих. Бугари су тек 1934. године учествовали у квалификацијама за Светско првенство.[4]
- Александар Тирнанић „Тирке” је почео да игра фудбал са 13 година у СК Олимпија тако да није откривен на Чубури.[4]
- Хоби Бошка Симоновића је била фотографија и није имао голубове.[4]
- Живковић (Никола Ђуричко) није ишао у Монтевидео.[4]
- Приликом туче фудбалера са сином Николе Пашића, Радетом Пашићем, један од фудбалера-учесника туче каже огорчено према бахатом сину председника владе: „Пази му на кошуљу, љутиће се тата!.” Радња филма се одиграва 1930. године, а Никола Пашић је умро 1926. године.
- Марко Николић у улози трговца каже привидно огорчено, а заправо режирано удворички о режиму Карађорђевића: „Нека, нека и Карађорђевић мало да, доста је отимао, те: дај за болнице, те: дај за задужбине. Не може човек у овој земљи ни да се обогати на миру!” Овим речима творци филма су заобилазили истину о том времену.
- Тешко је замислити да је Драгослав Михајловић Вампир (Ненад Хераковић) обијао браве како би дошао до новца за пут, јер је он поред фудбалске каријере истовремено био и полицијски службеник.[4]